# Hidasi Judit publikációinak listája
Ez a lista Hidasi Judit nyelvész tudományos publikációit tartalmazza a megjelenés helyének, idejének megjelölésével kronológiai sorrendben.
A fő szakterülete a nyelv és a kultúra viszonya. A legfontosabb kutatási témái közé tartozik az alkalmazott nyelvészetnek az idegen nyelvek elsajátításához és használatához kapcsolódó vizsgálata, kutatása és oktatási alkalmazása, a szaknyelv, legfőképpen a gazdasági szaknyelv jellemzőinek kutatása, oktatása, a japán nyelv és kultúra kutatása és oktatása, valamint a kommunikációelmélet és a kapcsolódó interkulturális kommunikáció vizsgálatok. Mind hazai, mind pedig nemzetközi rangos folyóiratokban publikál, és eddig 274 közleménye jelent már meg. Itthon és külföldön is ismert és elismert tudós, aki számos fórumon, konferencián ad elő, és jelentős kutatói és szakmai kapcsolatokkal rendelkezik.

## Hidasi Judit írásainak bibliográfiája

### 70-es évek

#### 1974
- 1. Verbális megnyilatkozások elemzése. Beszámoló a Május elseje szemiotikai vizsgálatáról. MRT Tömegkommunikációs Központ, Módszertan – októberi szám, 13-16.

#### 1975
- 2. Orosz nyelvtani gyakorlatgyűjtemények kontrasztív alapon. Modern Nyelvoktatás XII. 1-2. 295-305.

- 3. A köszönés szemiotikájához. Voigt V. – Szerdahelyi I. – Szépe Gy. (szerk.): Jel és Közösség. Akadémia Kiadó, Budapest, 181-186.

- 4. Nyelvész szemmel az "Interlingvisztika Varsó "75"-ről. Eszperantó magazin IX. 7.

- 5. О фонологических школах. Slavica XV. 5-9.

#### 1978
- 6. Shodo de shiru kanji no aji (A japán nyelvről és írásról). Aszahi Sinbun, Tokió, július 11. 139-144.

- 7. Alkalmazott nyelvészet – idegennyelv-oktatás. Idegennyelv-oktatás – Szaknyelvoktatás. Külkereskedelmi Főiskola, Budapest, 116-124.

#### 1979
- 8. Hozzászólás a "jön-megy, hoz-visz"-hez. Magyar Nyelvőr 1979/2. 245-246.

- 9. Hangarii ni okeru Nihongo kyouiku (A magyarországi japán nyelvoktatásról). Kaigai ni okeru Nihongo Kyoiku no Genjo to Mondaiten (A külföldi japán nyelvoktatás helyzete és problémái): Különszám. Japan Foundation, Tokyo, 96.

### 80-as évek

#### 1980
- 10. A szaknyelvoktatás nyelvészeti vonatkozásai a Külkereskedelmi Főiskolán. Alkalmazott Nyelvtan és Nyelvoktatás. BME Nyelvi Intézete, Budapest, 99-104.

#### 1981
- 11. Recenzió J. Lyons: Semantics I. monográfiájáról. Modern Nyelvoktatás XVIII. 187-198.

#### 1982
- 12. A fonológiáról való gondolkodás fejlődése a Szovjetunióban. Általános Nyelvészeti Tanulmányok XIV. 55-64.

#### 1983
- 13. Vonatkozó szerkezetek vizsgálata japán újságnyelvi anyagon. Nyelvoktatás felsőfokon IV. Külkereskedelmi Főiskola, Budapest, 78-91.

- 14. Noun modification in Hungarian. Abstracts of Papers of 3lst CISHAAN Congress, Tokyo, 155-156.

- 15. Семиотический анализ деловых переговоров. Nyelvpedagógiai Írások V. MKKE, Nyelvi Intézet, Budapest, 64-69.

#### 1984
- 16. Relativization in Hungarian. KokusaiGengokagaku Kenkyuujo Shoho (Bulletin of the International Institute for Linguistic Science). Sangyo University, Kyoto, 6. 7-25.

- 17. European versus Japanese. Proceedings of AILA '84, Brussels, 238-239.

- 18. Orosz jelzős szerkezetek szórendi jellemzői a szaknyelvben. Nyelvoktatás felsőfokon V. Külkereskedelmi Főiskola, Budapest, 295-304.

#### 1985
- 19. Gendai Hangarii gengogaku gaikyo (A mai magyar nyelvészetről) (Társszerző: dr. Szépe György) KokusaiGengokagaku Kenkyuujo Shoho, Sangyo University, Kyoto, 7. 66-80.

- 20. A magyar és japán szórend jellegzetességeinek megnyilvánulása a jelzős szószerkezetekben. Nyelvoktatás Felsőfokon, Pályázati nap I. Különszám. Külkereskedelmi Főiskola, Budapest, 47-53.

- 21. Japán nyelvkönyv. TIT, Budapest

- 22. Magyar-japán kereskedelmi és gazdasági kifejezések gyűjteménye. Külkereskedelmi Főiskola, Budapest

- 23. Japán társalgási szó- és kifejezés-gyűjtemény. Külkereskedelmi Főiskola, Budapest

#### 1986
- 24. A jelző szintaxisának tipológiája. Kandidátusi értekezés. MTA, Budapest:kézirat

- 25. Noun modification in Japanese. In: Wlodarczyk A. ed.: Travaux de Lingusitique Japonaise, Paris, Vol. 8. 90-95.

- 26. Deviancia – tolerancia viszonylagosság az egyes nyelvekben. In: Fülei Szántó E. (szerk.): Norma – Átlag – Eltérés. Pécsi Akadémiai Bizottság, Pécs, 39-47.

- 27. Tárgyalási stratégiák magyar-japán összevetésben. Nyelvoktatás Felsőfokon, Pályázati Nap II. különszám. Külkereskedelmi Főiskola, Budapest, 120-127.

- 28. Pragmatikai adalékok a japán nyelvoktatás gyakorlatából. Nyelvpedagógiai Írások. MKKE, Nyelvi Intézet, Budapest, 88-97.

#### 1987
- 29. A kommunikációs cél elérésének módszerei a tárgyalások során. Nyelvoktatás Felsőfokon, Pályázati nap III. különszám. Külkereskedelmi Főiskola, Budapest, 51-57.

- 30. A nemzetközi gazdasági tárgyalások nyelvi vonatkozásai. Tézisek a Kereskedelmi és Vendéglátóipari Főiskola Jubileumi Tudományos ülésszakán, 1987. November, 9-10.

- 31. Tárgyalási stratégiák magyar-japán összevetésben. A külgazdasági szaknyelv egybevető nyelvészeti és oktatás-módszertani vizsgálata. (Válogatott tanulmányok tíz év anyagából) Külkereskedelmi Főiskola, Budapest, 137-144.

- 32. Nihon to no tsureai (Találkozás Japánnal), "20 years of the Foreign Student Education Center of Tokai University" Tokai University, Tokyo, 205-206.

- 33. Порядок слов в русском и в венгерском языках с точки зрения типологии. In: Lengyel Zs.- Misky Gy.(szerk.) A nyelvoktatás korszerűsítéséért. Művelődési Min. – Tanulmány gyüjtemény, JPTE, Pécs, 36-44.

#### 1988
- 34. Contrastive Studies: Hungarian Japanese. (ed.) Akadémiai Kiadó, Budapest

- 35. A tárgyalás mint kommunikációs esemény. Diplomadolgozat. Külkereskedelmi Főiskola, Budapest: kézirat

- 36. Noun-modification in Hungarian and Japanese. In: Hidasi J. (szerk.): Contrastive Studies Hungarian – Japanese, Akadémiai Kiadó, Budapest, 102-123.

- 37. Pragmatische Aspekte des Japanisch-Unterrichts. Referate des VII. Deutschen Japanologentages, Universität Hamburg, Hamburg, 108-116.

- 38. Recenzió: Leo Loveday: Explorations in Japanese Sociolinguistics. Bochumer Jahrbuch zur Ostasienforschung. Bochum, 1988, 341-343.

- 39. Szakfordítóképzés a Külkereskedelmi Főiskolán. In: Klaudy K. (szerk.): Fordításelméleti füzetek 6. MTA, Alkalmazott Nyelvészeti Munkabizottság Kiadványa, 199-200.

- 40. Межкультурные аспекты достижения коммуникативной цели,.Lingua 2. MKKE, Budapest, 261-267.

#### 1989
- 41. Az idegennyelvi képzés formái és sajátosságai a Külkereskedelmi Főiskolán. Felsőoktatási Szemle, 1989/6. 352-357.

- 42. A videó-oktatás japán tapasztalatai. In: Bakonyi I.- Hidasi J.- Molnár K. (szerk.): Képi nyelv – képi kultúra – videó. MKKE, Nyelvi Intézet, Budapest, 9-11.

- 43. Неоюбходимые условия для успешной языкавой коммуникации, Язык – Текст – Перевод, MKKE, Nyelvi Intézet, Budapest, 17.

### 90-es évek

#### 1990
- 44. Kommunikáció Idegen Kultúrákban. (szerk.) Külkereskedelmi Főiskola, Budapest

- 45. A felkelő nap országa – tanulmány Japánról. In: Hidasi J. (szerk.): Kommunikáció Idegen Kultúrákban. Külkereskedelmi Főiskola, Budapest, 151-176.

- 46. Условия успешной коммуникации. Lingua 4. MKKE, Budapest, 215-220.

- 47. Plusz egy dimenzió – a japán újságolvasás nehézségei. Metodikai füzetek 1. Külkereskedelmi Főiskola, Budapest, 42-45.

#### 1991
- 48. Kultúraközi Kommunikáció Vizsgálatok. Az I. Magyar Alkalmazott Nyelvészeti Konferencia Tanulmánygyűjteménye, II./521-525.

- 49. Коммуникативный процесс и анализ его аспектов. Lingua 5. BKE, 219-222.

- 50. Hangarii no okeru Nihongokyoiku no mondaiten, (A magyarországi japán nyelvoktatásról). 3rd Nihongo Kyouiku Kokusai Kaigi, Urawa, Japán, 70-79. és 206-212.

- 51. Ryusei – Tanulmánygyűjtemény Teramura Hideo nyelvészprofesszor emlékére.Tudósklub, Osaka, 227-228.

- 52. On the Pragmatic Approach in the Teaching of Japanese. Könyv Papp Ferencnek (Tanulmánygyűjtemény Papp Ferenc 60. születésnapjára). KLTE, Debrecen, 311-316.

- 53. Some pragmatic aspects in the teaching of Japanese. Bochumer Jahrbuch zur Ostasienforschung, 1991. Bochum Universität, Bochum, 167-176.

- 54. A japán nyelv "globalizálódása" és az írásbeli nyelvvizsga. Metodikai füzetek 2. Külkereskedelmi Főiskola, Budapest, 47-51.

- 55.  Japán nyelvkönyv kezdőknek (magyar nyelven). Budapest: Külkereskedelmi Főiskola (1991). Hozzáférés ideje: 2016. július 17.

#### 1992
- 56. Kultúra, viselkedés, kommunikáció. (szerk.) Közgazdasági és Jogi Könyvkiadó, Budapest

- 57. Pragmatikai tanulságok a nyelvoktatásban. "20 éves a Külkereskedelmi Főiskola" – Tanulmánykötet II. Külkereskedelmi Főiskola, Budapest, 10-12.

- 58. Japán nyelvoktatás Magyarországon. Iskolakultúra, 1992. 2. évf../8.17-19.

- 59. Some pragmatic aspects in the teaching of Japanese. Unesco Alsed-LSP Newsletter. The Copenhagen School of Economics, September/1992, Vol. 14. / 1. (33), 3-10.

- 60. The Impact of the Changes in Societal values on the Japanese Economy. Yorokai. Leiden University, Leiden, 61-75.

#### 1993
- 61. Communication gaps between European and Japanese speakers. 5th ENCoDe Conference Proceedings, Preston, U.K., 83-95.

- 62. Japánul Magyarországon. Nyelv Info. 1993, 1. évf./ 2. 13-16.

- 63. A japán értékrendszer és oktatás tanulságai Magyarország számára. Szakmai Füzetek 1. Külkereskedelmi Főiskola, Budapest, 41-66.

- 64. International Communication Traps in Management Practice and Education. Yonsei University East and West Studies Series, Seoul, 34.,117-126.

- 65. More thoughts on the role of aizuchi – a communicative perspective. Traditional and Modern in Japanese Literature and Language. Carl University, Prague, 127-130.

- 66. Communication Gaps between European and Japanese Speakers. Szakmai füzetek 2. Külkereskedelmi Főiskola, Budapest, 5-16.

- 67. Magyar-japán külgazdasági szó- és kifejezésgyűjtemény. Külkereskedelmi Főiskola, Budapest

- 68. Japán-magyar külgazdasági szó- és kifejezésgyűjtemény. Külkereskedelmi Főiskola, Budapest

#### 1994
- 69. The Relevance of cultural awareness to understanding and effectiveness in the teaching of business studies and management. (co-author with R.Wilkinson) Economia. London, 1994/ 8/ vol. 4. 48-53.

- 70. Nani-ka gokai shite imasenka? (Anything misunderstood?) Boosei. Tokai Education Research Institute, Tokyo, vol. 25./ 4. 80-83; and 5. 64-67.

#### 1995
- 71. Bevezetés a japán nyelvtanba. (Okutsu, K. fordítás és átdolgozás) Külkereskedelmi Főiskola és Japán Alapítvány, Budapest

- 72. Bevezetés a japán szókészletbe. (Tanaka, A. fordítás és átdolgozás) Külkereskedelmi Főiskola és Japán Alapítvány, Budapest

- 73. Communication Gaps between Euro-American and Japanese speakers. Szakmai Füzetek 4. Külkereskedelmi Főiskola, Budapest, 1-51.

- 74. Kommunikáció Idegen Kultúrákban. In: Vincze L.(szerk.): Kommunikáció – Kultúra (Tanulmányok). ZMKA, Budapest, 223-246.

- 75. Miscommunication – a two-way or one way issue? Proceedings of the 7th ENCoDe Conference, (ed. by J. Bennett), University of St. Gallen, St. Gallen, 71-76.

- 76. A kommunikáció milyenségének interkulturális vonatkozásairól. V. Országos Alkalmazott Nyelvészeti Konferencia, Veszprém, 209-210.

#### 1996
- 77. Kulturális sztereotípiák. Szakmai Füzetek (A Külkereskedelmi Főiskola fennállásának 25. évfordulójára jubileumi különszám). Külkereskedelmi Főiskola, Budapest, 205- 210.

- 78. Eurokommunikáció. VI. Országos Alkalmazott Nyelvészeti Konferencia, Nyíregyháza, 293-298.

- 79. Report on the First International Congress on Multicultural Education. SIETAR Newsletter 1996/November, 4-5.

- 80. Multiculturalism in a New Europe. European International Management. Academy of International Management, Belgrade, 1996/1/ 52-53.

- 81. Kommunikáció Idegen Kultúrákban. In: Vincze L. (szerk.): Kommunikáció – Kultúra a Hadseregben. (Tanulmányok). ZMNE, Budapest, 130-137.

- 82. Az interkulturális sztereotípiákról. In: Terts I. et als. (szerk.): Nyelv, nyelvész, társadalom (Emlékkönyv Szépe György 65. születésnapjára). JPTE, Pécs, 110-115.

- 83. Integrációs tapasztalatok: Németország. Educatio. OKI, V. évf. / 4. 627-632.

- 84. Japán nyelvkönyv kezdőknek. Második kiadás. Külkereskedelmi Főiskola, Budapest

#### 1997
- 85. Inter-Cultural Aspects of Scientific and Economic Communication. In: Rosenhouse-Gitay-Porush (eds.): Future and Communication. International Scholars Publication, San Francisco – London – Bethesda, 195-201.

- 86. Intercultural Communication Issues in Business Education. Szaknyelvoktatás, Külkereskedelmi Főiskola, Budapest, 1997/3.30-37.

- 87. Szaknyelv és általános nyelv. Nyelv Info, 1997. 5. évf./ 1. 3-6.

- 88. Interkulturális kommunikációs csapdák (európai-japán kontextusban). (habilitációs tézisek) Nyelv Info, Budapest, 1997. 5. évf./ 2.8.

- 89. Cultural Dimension of Communication in the Enlarged Europe. Proceedings of the 9th Annual Conference of ENCoDe. (29-31 May, 1997), Warsaw, 51-61.

- 90. Crosscultural Differences in Users' Expectations. Proceedings of the 2nd International Conference on Current Trends in Studies of Translation and Interpreting (5-7 September, 1996, Budapest). Scholastica, Budapest, 97-101.

- 91. Koreai társalgási zsebkönyv. (Osváth-Park-Szigeti társszerzőkkel) Külkereskedelmi Főiskola, Budapest

#### 1998
- 92. Szavak, Jelek, Szokások: A nemzetközi kommunikáció könyve.(szerk.) Windsor, Budapest

- 93. Communication Gaps between Japanese and Non-Japanese Speakers. Japanese Society, Tokyo-Calgary, Volume 2. 42-54.

- 94. Japán. In: Hidasi J. (szerk.): Szavak, Jelek, Szokások. Windsor, Budapest, 135-150.

- 95. What do Japanese Signs Tell Us? Images, Cultures, Communication (7th SIETAR Europa Annual Congress). Poitiers, 477-485.

- 96. A magyar alkalmazott nyelvészeti konferenciák színeváltozása. VII.Országos Alkalmazott Nyelvészeti Konferencia előadásai (1997 április 3-5, Budapest), Külkereskedelmi Főiskola, Budapest, 28-31.

- 97. Fuzzy Logic in Communication – the Japanese Case. Nyelv~Stílus~Irodalom (Köszöntő Péter Mihály 70. születésnapjára). ELTE, Budapest, 245-250.

- 98. Gondolatok a magyarországi japán nyelvoktatás ürügyén. Modern Nyelvoktatás IV/2-3. 77-87.

- 99. A kínai nyelvtanulás buktatói. In: Lengyel Zs.- Navracsics J. (szerk.): Alkalmazott Nyelvészeti Tanulmányok – Közép-Európa, II. Veszprémi Egyetem, Veszprém, 156-163.

- 100. Shokugyo-kunren, kyoiku-seido – Hangarii 1996-1997. (A magyarországi szakképzés és szakoktatás rendszere 1996-1997), OVTA – Reports No. 11., Tokyo, 95-174.

- 101. Integrációs tapasztalatok Németországból. In: Kozma T. (szerk.): Euroharmonizáció. OKI, Budapest, 133-138.

- 102. Nihongo Kyouiku to Bunka, (A japán nyelvoktatás és a kultúra) (Társszerző: Székács Anna) Yooroppa Nihongo Kyouiku (Japanese Education in Europe) 3. AJE, Paris, 72-78.

#### 1999
- 103.  Na és, hogy tetszik Japán? (magyar nyelven). Budapest: Terebess Kiadó (1999). Hozzáférés ideje: 2016. július 17.

- 104. Japán nyelvi dimenziók. Külkereskedelmi Főiskola, Budapest

- 105. A nemzetközi üzleti kapcsolatok kultúraközi kérdései. In: Eszes – Sz. Streitné – Szántó – Veres (szerk.): Globális Marketing. Műszaki Könyvkiadó, Budapest, 316-331.

- 106. Az interkulturális ismeretek szerepéről. Nyelvpolitika és Nyelvoktatás. Szabolcs-Szatmár-Bereg megyei önkormányzat megyei pedagógiai intézete, Nyíregyháza, 161-167.

- 107. Higher Education and the EU Integration. Co-operation in Higher Education on the Way towards the Integration of Central and Eastern European Countries. Conference Report, (April 12-13, Dresden), GAES-Germany, 41-43.

- 108. Cases of Miscommunication between Europeans and Japanese. Proceedings of Warsaw Sympozium on Japanese Studies. (24-26 November 1994), Warsaw University /Dialog, Warsaw, 275-284.

### 2000-es évek

#### 2000
- 109. Oktatási reformok az ezredfordulón Japánban. Emlékkötet Papp Ferenc akadémikus 70. születésnapjára. Debreceni Tudományegyetem, Debrecen, 330-336.

- 110. Touou ni okeru Nihongokyouiku no shourai ni tsuite ( The Future of Japanese Education in Eastern Europe). Youroppa Nihongo Kyouiku (Japanese Education in Europe) AJE V. (Helsinki, 25-27 August 2000), Helsinki University, Helsinki, 13-14.

- 111. Emlékezés Mikó Pálnéra (1920-1999). Fordítástudomány. 2000. 2. évf./ 2.

- 112. „The Role of Stereotypes in a New Europe” (angol nyelven). Intercultural Communication Studies 1999–2000 (9), 117–122. o. [2016. augusztus 18-i dátummal az eredetiből archiválva]. (Hozzáférés: 2016. július 17.)

- 113. ’Tamanegi’ no youna bunka wo motsu kuni, Nihon. ( A japán „hagyma” kultúra) Guroobaru Hitozukuri. OVTA, Japan, 69/vol.18./ 3./ 22.

#### 2001
- 114. A japán nyelvoktatás jövője az Európai Unióban. In: Andor – Szücs – Terts (szerk.): Színes eszmék nem alszanak – Szépe György 70. születésnapjára. Lingua Franca, Pécs, 268-272.

#### 2002
- 115. A pioneer of intercultural study: on Kurt Singer's: Mirror, Sword and Jewel. In: Eschbach – Eschbach-Szabó – Ikeda (eds.): Interkulturelle Singer-Studien: Zu Leben und Werk Kurt Singers. Iudicium, München, 95-107.

- 116. Yoroppa ni okeru Nihongo-kyouiku wo kangaeru (Some thoughts on Japanese Language Education in Europe). MUSA No. 9. KUFS (KyotoGaikokugoDaigakuNihongoGakka), Kyoto, 100-104.

- 117. Metszéspontok: nyelvek és kultúrák. Modern Nyelvoktatás VIII. 2-3. 9-19.

- 118. Értékválság és értékváltás Japánban. Ezredvég XII. évf. 8-9. 83-89.

- 119. Current Stereotypes in Japan: an intercultural study. KandaGaigoDaigakuKiyou. Japan, No.14. 199-212.

- 120. Jelek es jelentések Japánban. In: Csonka-Takács et als. (szerk), Mir- Susne- Hum. Akadémiai Kiadó, Budapest, 683-693.

- 121. Quo vadis Japanese language in Europe? Folia Japonica Budapestinensia. KGE Btk-Japán Tanszék, Budapest, 29-32.

#### 2003
- 122.  Vissza Japánba (magyar nyelven). Budapest: Terebess Kiadó (2003). Hozzáférés ideje: 2016. július 17.

- 123. Gaikokugo de hon wo yomu (Reading in foreign languages). KandaGaigoDaigaku: ToshokanTayori. Chiba, 20. 1-2. Metszéspontok: Nyelvek és Kultúrák. In: Tóth Sz. (szerk.): Nyelvek és kultúrák találkozása. SZTE, JGyTFK, Szeged, 11-19.

- 124. Non-performing loans are bad loans, but non-performing learners are not bad learners. EAJS 10th Conference Proceeedings. (2003, August 26-30.Warsaw), Warsaw University, Warsaw, 35-37.

- 125. On the Capacity to Communicate in Intercultural Settings: Reflections on Japanese Communication Strategies. Human Communication Studies (Society of Communication Japan) Vol. 31, 81-90.

- 126. Az utópia vége: Japán, 2003. Ezredvég XIII. évf. 6-7. 75-79.

- 127. Culture Change and Change Management in Japan. Human Resource Development in Asia – National Policy Perspectives. AHRD, Bangkok, 80-86.

- 128. Oktatás japán módra. Ezredvég XIII. évf. 12. 69-74.

- 129. In memoriam Tokunaga Yasumoto. Hungarológia a XXI. században. A Balassi Bálint Intézet évkönyve 2003, Budapest, 46-47.

#### 2004
- 130. Interkulturális Kommunikáció. Scolar, Budapest

- 131. A Keleti Nyelvek Tanszék múltja és jelene. In: Székács A. (szerk.): A keleti nyelvek oktatásának gazdasági, kulturális vonatkozásai és európai uniós csatlakozásunk. BGF /KKFK, Budapest, 9-14.

- 132. Youroppa ni okeru Nihongo kyouiku wo saikou shite (Some more thoughts on Japanese language education in Europe). The Bulletin of the Center for International Education Vol. 4. 2003, Nanzan University, Japan, 67-76.

- 133. A keleti nyelvek oktatásának helyzete hazánkban: eredmények és feladatok az EU-csatlakozás tükrében. In: Székács A. (szerk.): A keleti nyelvek oktatásának gazdasági, kulturális vonatkozásai és európai uniós csatlakozásunk. BGF/ KKFK, Budapest, 41-48.

- 134. EU Tougouka ni miru Aratana Tagengo Seisaku: Tabunka Kyouson to Aidentiti no Soukoku (How to Maintain Identity within the Integration Process in EU). Ibunka Komyunikeeshon Kenkyuu 16. Intercultural Research Institute, Kanda University, Japan, 47-63.

- 135.  A kultúraközi kompetencia kialakulásának folyamatáról [archivált változat], In: Navracsics Judit – Tóth Szergej (szerk.): Nyelvészet és Interdiszciplinitás I-II. Köszöntőkönyv Lengyel Zsolt 60. születésnapjára (magyar nyelven), Szeged & Veszprém: Generalia, 13–24. o. (2004). Hozzáférés ideje: 2016. július 17. [archiválás ideje: 2006. október 13.] ISBN 963 9167 90 8

- 136. Me de mienai Nihon bunka no rikai e (For comprehending the invisible facets of Japanese Culture). KandaGaigoDaigaku RyugakuseiBekka & Nihon Kenkyujo: Ryugakusei no tameno Nihon Annai 55 satsu. KandaGaigoDaigakuFuzoku Toshokan, Chiba, 32-33.

- 137. Shitte okeba kanarazu yaku ni tatsu chishiki (Useful to know on Japan). KandaGaigoDaigaku RyugakuseiBekka & Nihon Kenkyujo: Ryugakusei no tameno Nihon Annai 55 satsu. KandaGaigoDaigakuFuzoku Toshokan, Chiba, 56-57.

- 138. Lehet-e szépen megöregedni? Ezredvég XIV. évf. 8. 116-120.

- 139. Hozzászólás a politikai korrektséghez. Alkalmazott Nyelvtudomány IV. évf. /2. 91-93.

#### 2005
- 140. Intercultural Communication: An Outline. Sangensha, Tokyo

- 141. On Cultural Misunderstandings in a Japanese Context. KandaGaigoDaigakuKiyou 17.Chiba, 163-190.

- 142. Az interkulturális kommunikáció helye az alkalmazott nyelvészetben. In: Dobos-Kis-Lengyel-Székely-Tóth (szerk.): Mindent fordítunk és mindenki fordít. Szak-Kiadó, Szeged, 271-277.

- 143. Gender Role Changes in Japan. In: Eschbach-Szabó – Buck-Albulet – Eifler – Horack (eds.): Kulturwissenschaften und Frauenstudien Aktuelle Arbeiten und Vorträge an der Fakultät für Kulturwissenschaften der Universität Tübingen, Bd.1., Eberhard Karls Universitaet, Tübingen, 79-94.

- 144. „Stílusváltás a japán politikai kommunikációban” (magyar nyelven). Kül-Világ 2005 (2), 1–12. o. [2016. augusztus 3-i dátummal az eredetiből archiválva]. (Hozzáférés: 2016. július 17.)

- 145. Nihon ni okeru jenda-teki kachikan – Yoroppa no shiten kara (Gender values in Japan – as seen from Europe). Nihongo to Jenda, Tokyo, Vol. 5. 13-22.

- 146. Nőnek lenni Japánban. Ezredvég XV. évf. 12. 99-106.

#### 2006
- 147. Recenzió: Osváth Gábor: Koreai nyelv és irodalom. Modern Nyelvoktatás, XII. évf. 1. 76-77.

- 148. Nihongokyouikugenba ni okeru ibunka komyunikeshon (Intercultural Communication in the Japanese classroom). In: Endo Orie et als. (eds.): Nihongokyouiku wo manabu. Sanshusha, Tokyo, 46-64.

- 149. The Impact of Culture on Second Language Acquisition (angol nyelven). Child Research Net, 2006. (Hozzáférés: 2016. július 17.)

- 150. Társadalmi kihívások a 21. század eleji Japánban. Magyar Japanológusok Jubileumi Tanácskozása, 2006. JNk.- MJBT- MTA Világgazdasági Intézet, Ázsia Kutató Központ, 2006. október 11. – Rezumék: 3.

- 151. Daini, daisan gaikokugo gakushuu ni okeru motibe-shon iji koujou no tame no samazama na katsudou (How to maintain and improve motivation of FL2 and FL3 learners of Japanese). (Társszerzők: Sato N. és Székács A.) Japanese Language Education in Europe 11. AJE – Vienna, 118-122.

- 152. Dangerous Terrain: Negotiating the Minefield of Intercultural Communication. The Transactions of the Asiatic Society of Japan. Fourth series, volume 20. 85-96.

- 153. Nemzetközi kitekintés az „interkulturális kommunikáció” tantárgyi státuszára. Nyelvi Modernizáció. MANYE Vol.3. (2006 április 10-12, Gödöllő) 330-337.

#### 2007
- 154. Kulturák@kontextusok.kommunikáció. (szerk.) Perfekt, Budapest

- 155. Intracultural Diversity – Japan at the beginning of the 21st century. https://web.archive.org/web/20080720104918/http://www.sietar-europa.org/congress2007/en/archive_papers.htm

- 156. The Impact of Cultural-mental Programming on the Acquisition of the Japanese Language. In: Szerdahelyi I. & Wintermantel P. (szerk): Japanológiai körkép. ELTE Eötvös Kiadó, Budapest, 339-352.

- 157. Daini gengo no shuutoku ni okeru bunka no eikyou. (The influence of culture on second language acquisition). Child Research Net, Japan http://www.crn.or.jp/LIBRARY/MIRAIKIKOU/0022.HTM

- 158. Az interkulturális kommunikáció a japanisztikában. In: Farkas I. – Molnár P. (szerk).: Japanisztika – konferenciák a Károli Gáspár Református Egyetemen 2005-2006. KGRE, Budapest, 101-108.

- 159. Meaning-gaps as a means of communication strategy in Japanese, Eschbach-Szabó, V., Wlodarczyk, A. (eds.): Japanese Linguistics European Chapter. Kuroshio, Tokyo, 81-90.

- 160. „Japán a 21. század első évtizedében” (magyar nyelven). EU Working Papers (Международный обзор на предмет: «межкультурная коммуникация» - как учебная дисциплина МАПPЯЛ, Maprjal Kongresszus, Várna, Bulgária, 2007 szeptember 17–22., pp. 622–629.) 2007 (4), 4–16. o. [2016. augusztus 16-i dátummal az eredetiből archiválva]. (Hozzáférés: 2016. július 17.)

- 161. Japán csendes átalakulása. Múltunk: Politikatörténeti folyóirat. 2007/4 323-322.

- 162. Country Branding Hungary. Kommunikáció az információs technológia korszakában: MANYE XVII. Kongresszus (2007 április 19-21. Siófok) előadásai. 4/1, 33-40.

#### 2008
- 163. Interkulturális kommunikáció, Scolar Kiadó, Budapest, 2008 (2. bővített kiadás).

- 164. Intercultural Communication: An Outline. 2nd edition, Sangensha, Tokyo

- 165. Culture change and its impact on business ethics in Japan. In: Zsolnai L.(ed.): Europe-Asia Dialogue on Business Spirituality. Garant, Antwerpen-Apeldoom, 107-117.

- 166. Cultural Detective: Hungary (2008) – CD package. Cultural Detective Series, Nipporica Associates, www.culturaldetective.com

- 167. Kommunikáció és kontextus. Szakmai Füzetek. BGF KKFK 23. szám 5-9.

- 168. Miért nem nevetnek a vicceinken a japánok? In: Daczi M.- Litovkina A. – Barta P. (szerk.): Ezerarcú Humor. Tinta Könyvkiadó, Budapest, 51-59.

- 169. Context in Japanese Culture and Communication. In: Árokay, J.- V. Blechinger-Talcott, H. Gössmann (eds.) Irmela Hijiya-Kirschnereit zu Ehren. Festschrift zum 60.Geburtstag. Iudicium Verlag, München, 199-211.

- 170. Az idegennyelv-elsajátítás interkulturális vetületei. Economica. Szolnoki Főiskola, 2008/2, 97-103.

- 171. Cultural messages of metaphors. In: Berendt, E.A. (ed.): Metaphors for Learning: Cross-cultural perspectives. John Benjamins Publishing Comapny, Amsterdam/Philadelphia, 103-122.

- 172. A nyelvelsajátítás kulturális aspektusai. Volume in Honour of János Pusztay, Nyugat-Mo Egyetem, Szombathely, 36-45.

- 173. A japán nyelvművelés. In: Balázs G. – Dede É. (szerk) Európai nyelvművelés. Inter Kht-PRAE.HU, Budapest, 403-408.

- 174. Kommunikációs Kultúrák (1.). Humánpolitikai Szemle, 2008/7-8/5-10.

- 175. Kommunikációs Kultúrák (2.). Humánpolitikai Szemle, 2008/9/3-13.

- 176. Kommunikációs Kultúrák (3.). Humánpolitikai Szemle, 2008/10/3-21.

#### 2009
- 177. Are there any elephants in the desert? Acta Ethnographica. 54 (1) 21–30.

- 178. Межкультурный аспект логистики в сфере коммуникации. Logistics and Economics of Regions: Proceedings of the IV. International Scientific Conference (2009 February 5-6.) SGU University, Krasnoyarsk, 12-15.

- 179. Chinese Presence in Hungary (co-author with S. Kriszt E.). Chinatown and Beyond: Proceedings of the Conference at Simon Fraser University (2009 May 13-15), Vancouver, BC – http://www.cic.sfu.ca/chinatownschedule.html

- 180. Sushi, wasabi és más japonicumok, Economica: a Szolnoki Főiskola Tudományos Közleményei, 2009/1. 64-68.

- 181. Teramura Hideo (lexikon-szócikk). In: Stammerjohann, H. (ed.) Lexicon Grammaticorum. Max Niemeyer Verlag, Tübingen, 1475.

- 182. Tokugawa Munemasa (lexikon-szócikk). In: Stammerjohann, H. (ed.) Lexicon Grammaticorum. Max Niemeyer Verlag, Tübingen, 1478.

- 183. H. J. & Yulia V. Lukinykh. A comparison of Russian and Hungarian Business Cultures [archivált változat], In: Majoros Pál (szerk.): Budapesti Gazdasági Főiskola Tudományos Évkönyv 2009: Válság és megújulás – Magyar tudomány ünnepe (angol nyelven), 331–338. o. (2009). Hozzáférés ideje: 2016. július 17. [archiválás ideje: 2014. február 25.]

### 2010-es évek

#### 2010
- 184. Barta Péter, T Litovkina Anna, Hidasi Judit Előszó In: T Litovkina Anna, Barta Péter, Hidasi Judit (szerk.) A humor dimenziói: A II. Magyar Interdiszciplináris Humorkonferencia előadásai. 259 p. Konferencia helye, ideje: Siófok, Magyarország, 2009.09.03-2009.09.04. Budapest: Tinta Könyvkiadó; BGF Külkereskedelmi Kar, 2010. pp. 7-8. (Segédkönyvek a nyelvészet tanulmányozásához; 108.) (ISBN 978-963-9902-48-0)

- 185. Hidasi Judit, Sato Noriko, Székács Anna Nyelv és gender Japánban In: Zimányi Árpád (szerk.) A tudomány nyelve, a nyelv tudománya : alkalmazott nyelvészeti kutatások a magyar nyelv évében: MANYE XIX. : XIX. Magyar Alkalmazott Nyelvészeti Kongresszus. 427 p. Konferencia helye, ideje: Eger; Székesfehérvár, Magyarország, 2009.04.16-2009.04.18. Eger; Székesfehérvár: Eszterházy Károly Főiskola; MANYE, 2010. pp. 417-427. (A MANYE kongresszusok előadásai; 6.) (ISBN 978-963-9894-54-9)

- 186. Hidasi Judit, Sato Noriko, Székács Anna Hangarii go no gengoshiyoi ni okeru jenda-baiasu to poritikaru-korrekutonesu In: Endo Orie, Kobayashi Mieko, Sakurai Takashi (szerk.) Sekai wo tsunagu Kotoba. Tokyo: Sangensha, 2010. pp. 237-254 (ISBN 9784883032693)

- 187. Hidasi Judit Tendencii globalizacii i diverzifikacii v turizme In: Voskolovich NA, Molchanov I, Romanova NV (szerk.) Turizm v menyayusemsya mire. Moszkva: MGU im. M.V. Lomonoszova, 2010. pp. 11-15. (ISBN 9785904855048)

- 188. Hidasi Judit, Lukinyh Yulia V Rossia i Vengria v parametrah F.Trompenaarsa In: V F Lukin (szerk.) Logistics and Economics of Regions: Proceedings of the V. International Scientific Conference. Konferencia helye, ideje: Krasnoyarsk, Oroszország, 2010.02.04-2010.02.05. Krasnoyarsk: Siberian State Aerospace University, 2010. pp. 63-70. (ISBN 978-586-433-426-3)

- 189. Hidasi Judit, Yulia V Lukinykh A comparison of Russian and Hungarian business culture SZAKMAI FÜZETEK 28.: pp. 5-10. (2010)

- 190. Hidasi Judit Ethical aspects of cross-cultural interactions in business in Asia In: Tarrósy István, Szilágyi Szilvia (szerk.) Culture of Business – Capital of Culture: International conference. Konferencia helye, ideje: Pécs, Magyarország, 2009.10.15-2009.10.17. Pécs: Pécsi Tudományegyetem Közgazdaságtudományi Kar, 2010. Paper 25. (ISBN 978-615-5001-09-3)

- 191. Hidasi Judit A Successful Kindergarten Model in Hungary

- 192. T Litovkina Anna, Barta Péter, Hidasi Judit (szerk.) A humor dimenziói: A II. Magyar Interdiszciplináris Humorkonferencia előadásai Konferencia helye, ideje: Siófok, Magyarország, 2009.09.03-2009.09.04. Budapest: Tinta Könyvkiadó; BGF Külkereskedelmi Kar, 2010. 259 p. (Segédkönyvek a nyelvészet tanulmányozásához; 108.) (ISBN 978-963-9902-48-0)

#### 2011
- 193. Hidasi Judit A globalizáció és a nemzetköziesedés vetületei In: Borgulya Ágnes, Deák Csaba (szerk.) Vállalati kommunikáció a 21. század elején. 327 p. Miskolc: Z-Press Kiadó, 2011. pp. 189-198. (ISBN 978-963-642-430-5)

- 194. Migráció és mobilitás, In: Nyusztay László (szerk.): Tanulmányok a nemzetközi migráció köréből, Perfekt Kiadó, Budapest, 44–55, 2011. ISBN 978-963-394-802-6

- 195. Hidasi Judit Yoroppa ni okeru Nihongo-kyouiku to Kanji-Kango = The teaching of Chinese characters for Japanese learners in Europe [ヨーロッパにおける日本語教育と漢字漢語] KOKUBUNGAKU: KAISHAKU-TO-KANSHO / JAPANESE LITERATURE: COMMENTARIES AND APPRECIATION 76:(1) pp. 132-144. (2011)

- 196. Hidasi Judit, Majoros Pál Hungarian Higher Education in the beginning of the 21st ct in Hungary: with a focus on Budapest Business School In: Internacionalizacia visshevo obrazovania: tendencii i perspektivü. Konferencia helye, ideje: Krasnoyarsk, Oroszország, 2011.10.27-2011.10.28. Krasnoyarsk: pp. 45-49.

- 197. Hidasi Judit Japán esete a kommunikációval In: Boda István Károly, Mónos Katalin (szerk.) Az alkalmazott nyelvészet ma: innováció, technológia, tradíció : MANYE XX.: a XX. Magyar Alkalmazott Nyelvészeti Kongresszus. 430 p. Konferencia helye, ideje: , Magyarország, 2010.08.26-2010.08.28. Budapest; Debrecen: MANYE; Debreceni Egyetem, 2011. pp. 176-187. (A MANYE kongresszusok előadásai; 7.) (ISBN 978 615 5075 09 4)

- 198. Hidasi Judit (szerk.) Abstracts of the Gender Symposium Konferencia helye, ideje: Budapest, Magyarország, 2011.11.09. Budapest:Budapesti Gazdasági Főiskola Külkereskedelmi Kar, 2011.

- 199. Hidasi Judit Culture matters – Gender matters In: Hidasi Judit (szerk.) Abstracts of the Gender Symposium. Konferencia helye, ideje: Budapest, Magyarország, 2011.11.09 Budapest: Budapesti Gazdasági Főiskola Külkereskedelmi Kar, Paper 1.

- 200. Hidasi Judit A puding próbája: a fukushimai atomkatasztrófa és következményei Japánban EZREDVÉG 21:(8-9) pp. 89-93. (2011)

- 201. Hidasi Judit Magyar-japán, japán-magyar külgazdasági kifejezés- és szógyűjtemény Budapest: BGF Külkereskedelmi Kar; Shirokuma, 2011. 82 p. (Keleti Füzetek) (ISBN 978-963-88892-4-9)

- 202. Hidasi Judit Interkulturális nyelvészet In: Balázs Géza (szerk.) Nyelvészetről mindenkinek – 77 nyelvészeti összefoglaló. Budapest: Inter Nonprofit Kft, 2011. pp. 145-148.

- 203. Hidasi Judit Társadalom és kommunikáció Japánban In: Majoros Pál (szerk.) BGF Tudományos Évkönyv 2010: merre tovább? : gazdaság és társadalom, realitás és esély. 502 p. Konferencia helye, ideje: Budapest, Magyarország, 2010.11.04-2010.11.05. Budapest: Budapesti Gazdasági Főiskola, pp. 289-298.

- 204. Hidasi Judit Higher education in the beginning of the 21st ct in Hungary – with a focus on Budapest Business School EU WORKING PAPERS 15:(1) pp. 105-114. (2011)

- 205. Hidasi Judit The European perception of the natural catastroph in Japan In: Proceedings of the Japan Society for Multicultural Relations Forum, East-West Center, Hawaii, 2011. March 30.. Konferencia helye, ideje: [hiányzó városnév], Amerikai Egyesült Államok, 2011.03.30pp. 12-13.

#### 2012
- 206. Hidasi Judit Virtuális világteremtés Japánban KORUNK (KOLOZSVÁR) 23:(12) pp. 3-11. (2012)

- 207. Hidasi Judit Higher Education in Hungary 2012: Challenges and Perspectives In: Mazaraki Anatolij Innovacii i osviti: Meznarodna Naukovo-metodichna Konferencia, Tezi Dopovidey. Konferencia helye, ideje: Kiev, Ukrajna, 2012.10.16-2012.10.17. Kiev: Kyiv National University of Trade and Economics, 2012. p. 203. (ISBN 9789666295654)

- 208. Hidasi Judit A globalizáció olvasatai In: Lendvai Endre, Wolosz Róbert (szerk.) Translatologia Pannonica III: Kultúrák dialógusa a soknyelvű Európában VII. konferencia tanulmánykötete. Konferencia helye, ideje: Pécs, Magyarország, 2011.10 Pécs: Pécsi Tudományegyetem BTK, pp. 109-114.

- 209. Hidasi Judit Gender-aspektusok a vállalati kommunikációban In: Dobos Csilla (szerk.) A vállalati kommunikáció vizsgálatának nyelvészeti és interkulturális aspektusai. 267 p. Miskolc: Miskolci Egyetem, 2012. pp. 207-214. (ISBN 978-963-358-011-0)

- 210. Szedlacskó Zoltán, Csekő Katalin, Kacsirek László, Kustos Lajos, Nietsch Tamás, Hidasi Judit (szerk.) Export menedzsment Budapest: ICC Hungary Egyesület, 2012. (ISBN 9789630838153)

- 211.  A japán természeti katasztrófa kommunikációs tanulságai [archivált változat], In: Horváthné Molnár Katalin és Sciacovelli, Antonio (szerk.): Az alkalmazott nyelvészet regionális és globális szerepe. XXI. Magyar Alkalmazott Nyelvészeti Kongresszus (magyar nyelven), Budapest & Szombathely: MANYE & NYME, 167–172. o. (2012). Hozzáférés ideje: 2016. július 17. [archiválás ideje: 2016. augusztus 3.]

#### 2013
- 212. Hidasi Judit Gender és humor In: Vargha Katalin, T Litovkina Anna, Barta Zsuzsanna (szerk.) Sokszínű humor: A III. Magyar Interdiszciplináris Humorkonferencia előadásai. 291 p. Konferencia helye, ideje: Budapest, Magyarország, 2012.09.06-2012.09.07. Budapest: Tinta Könyvkiadó; ELTE Bölcsészettudományi Kar; Magyar Szemiotikai Társaság, 2013. pp. 140-146. (Segédkönyvek a nyelvészet tanulmányozásához; 151.) (ISBN 978-963-9372-75-7)

- 213. Hidasi Judit Multiculturalism in Europe: Trends, Implications and Tasks JAPAN SOCIAL INNOVATION JOURNAL 3:(1) pp. 67-69. (2013)

- 214. Hidasi Judit Investigating paths to global peace and harmony TURKISH REVIEW 3:(4) pp. 441-442. (2013)

- 215. Hidasi Judit Ibunkarikai kara maruchibunkakankyou he mukete MOVNI I KONTSEPTUALNI KARTYNY SVITU 45: pp. 192-195. (2013)

- 216. Hidasi Judit Nyelv, társadalom és a társadalmi nem szerepek In: Tóth Szergej (szerk.) Társadalmi változások – nyelvi változások : Alkalmazott nyelvészeti kutatások a Kárpát-medencében. 509 p. Konferencia helye, ideje: Szeged Budapest; Szeged: MANYE; Szegedi Egyetemi Kiadó; Juhász Gyula Felsőoktatási Kiadó, 2013. pp. 433-437. (MANYE; 9.) (ISBN 978-963-9927-62-9)

- 217. Hidasi Judit Language matters In: ACTA LINGUISTICA No. 9: Teaching Foreign Languages at Universities. Konferencia helye, ideje: Banská Bystrica, Szlovákia, 2013 Besztercebánya: Vydavatelstvo Univerzity Mateja Bela – Belianum, 2013. pp. 42-50.(ISBN 978-80-557-0593-4)

- 218. Sándorné dr Kriszt Éva, Hidasi Judit The Impact of Mobility and Migration on Innovation – the Case of Europe In: Garry Lee International Conference on Management Innovation and Business Innovation (ICIMBI 2013). Konferencia helye, ideje: Singapore, Szingapúr, 2013.04.21-2013.04.22. Singapore: Singapore Management and Sport Science Institute, 2013. pp. 370-374. (Lecture Notes in Management Science; 15-16.) (ISBN 9789810750343)

#### 2014
- 219. Hidasi Judit – Varga Szabolcs. „Japán identitáskeresési kísérletei és a digitális kommunikáció” (magyar nyelven). Médiakutató: Médiaelméleti Folyóirat 2014 (15), 7–22. o. (Hozzáférés: 2016. július 17.)

- 220. Hidasi Judit Interkulturális kommunikáció – multikulturális kontextus In: Ladányi Mária, Vladár Zsuzsa, Hrenek Éva (szerk.) Nyelv, társadalom, kultúra : interkulturális és multikulturális perspektívák I-II.: XXIII. Magyar Alkalmazott Nyelvészeti Kongresszus. 302 p. Konferencia helye, ideje: Budapest, Magyarország, 2013.03.26-2013.03.28. Budapest: Tinta Könyvkiadó, 2014. pp. 54-65. (A MANYE kongresszusok előadásai; 10/1-2..) (ISBN 978-615-5219-66-5; ISBN 978-615-5219-67-2)

- 221. Hidasi Judit Humor Capsules from Japan ERUDITIO – EDUCATIO 9:(3) pp. 7-14. (2014)

- 222. Hidasi Judit Cross-cultural dimensions of foreign language learning and teaching In: Proceedings of the Conference of The Association of Japanese Language Teachers in Europe. Konferencia helye, ideje: Ljubljana, Szlovénia, 2014.08.26-2014.08.29. Paper 24.

- 223. Hidasi Judit Barutoku to Kodai no ongaku ni okeru jenda [A gender Bartók és Kodály zenéjében] In: Proceedings of the XV. Conference of Nihongo-Jenda-Gakkai (The Society for Gender Studies in Japanese). Konferencia helye, ideje: Kitakyushu, Japán, 2014.06.21 Paper 2.

- 224. Judit Hidasi Cultural-mental programming and the acquisition of foreign languages In: Anna Zelenková (szerk.) Foreign Languages: A Bridge to Innovations in Higher Education (CD): Conference proceedings. Konferencia helye, ideje: Banská Bystrica, Szlovákia, 2014.10.17 Banská Bystrica: Univerzita Mateja Bela Ekonomická Fakulta, 2014. pp. 17-23.(ISBN 978-80-557-0756-3)

- 225. Judit Hidasi The hidden power of Japanese women – Female leadership – on the spot p. 3. p. L-Win Newsletter vol. 1. 2014 Spring. Josai University, Tokyo (2014)

#### 2015
- 226. Hidasi Judit Gengoshuutoku no sutairu to shurui (Styles and types of language acquisition) In: Wakai Seiji (szerk.) Papers presented at the 27th International Conference on Japanese Language Teaching 2014. Konferencia helye, ideje: Balatonszárszó, Magyarország, 2014.08.23-2014.08.25.pp. 95-98.

- 227. Hidasi Judit Gengoshuutoku no sutairu to shurui (A nyelvelsajátítás stílusai és fajtái) In: Wakai Seiji (szerk.) Papers presented at the 27th International Conference on Japanese Language Teaching 2014. Konferencia helye, ideje: Balatonszárszó, Magyarország, 2014.08.23-2014.08.25.pp. 113-116.

- 228. Hidasi Judit Bunka-kōryuu ni oite takuetsushita gyōseki wo nokoshita sannin no hangarii josei no ikikata In: Proceedings of the XVI. Conference of Nihongo-Jenda-Gakkai (The Society for Gender Studies in Japanese). Konferencia helye, ideje: Kyoto, Japán, 2015.03.07pp. 8-10.

- 229. Hidasi Judit Két évtized Japán – magyar szemmel In: Farkas Ildikó, Sági Attila (szerk.) Kortárs Japanológia I.: A KRE japán szak 20 éves jubileumi konferenciáján, 2014. október 15-én elhangzott előadások válogatott és szerkesztett tanulmányai. 480 p. Budapest: Károli Gáspár Református Egyetem; L'Harmattan Kiadó, 2015. pp. 371-383. (ISBN 9789632369891)

- 230. Hidasi Judit, Sato Noriko, Székács Anna Nemawashi a japán kommunikációban In: Solt Katalin (szerk.) Alkalmazott tudományok II. fóruma: Konferenciakötet. 786 p. Konferencia helye, ideje: Budapest, Magyarország, 2015.03.12-2015.03.13. Budapest: Budapesti Gazdasági Főiskola, 2015. pp. 247-266. (ISBN 978-963-7159-99-2) http://publikaciotar.repozitorium.bgf.hu/647/1/Hidasi%20-%20Sato%20-%20Sz%C3%A9k%C3%A1cs.pdf%5B%5D

- 231. Hidasi Judit Barutoku to Kodai no ongaku ni okeru jenda In: Editorial Board of Nyihongo Gender-Gakkai (szerk.) Nihongo-Genda-Gakkai XV.. Gunma: Gunma University, 2015. pp. 18-21.

- 232. Hidasi Judit, Trombitás Endre Istorija obucheniya russzkomu yazüku na fakultete vneshnei targovli Budapestszkovo Ekonomicheszkovo Insztyituta In: Vegvari Valentina (szerk.) Jubilejnyj sbornik naučnyh trudov, posvâŝënnyj 165-letiû prepodavaniâ russkogo âzyka v Vengrii: = Tudományos közlemények : jubileumi kötet a magyarországi orosznyelv-oktatás 165. évfordulója alkalmából. 188 p. Pécs: Edenscript Kft., 2015. pp. 184-188. (ISBN 978-963-89172-6-3)

- 233. Hidasi Judit Identitások metszetében In: Gaál Zsuzsanna (szerk.) Nyelvészet, művészet, hatalom: Írások Tóth Szergej tiszteletére. Szeged: Szegedi Egyetemi Kiadó, Juhász Gyula Felsőoktatási Kiadó, 2015. pp. 55-61. (ISBN 978-615-5455-27-8)

- 234. Hidasi Judit, Sándor-Kriszt Éva The impact of internationalization of higher education on sustainable development – in the Eastern European context In: International seminar: Society Empowerment Through Multidimensional Approach: an Integrated View to International Development. Konferencia helye, ideje: Yogyakarta, Indonézia, 2015.11.26-2015.11.27. p. 2.

- 235. „Identitás multikulturális kontextusban” (magyar nyelven). Studia Mundi – Economica 2015 (2), 3–11. o. (Hozzáférés: 2016. július 17.)

- 236. Hidasi Judit Nihongokyoikugenba ni okeru ibunkakomyunikeshon In: Endo Orie (szerk.) Nihongo kyoiku wo manabu. 260 p. Tokyo: Sanshusha, 2015. pp. 47-65. (ISBN 978-4-384-05649-5)

- 237. Hidasi Judit A womenomics Japánban In: Bolemant Lilla (szerk.) Nőképek kisebbségben III.: Tanulmányok a kisebbségben (is) élő nőkről. 107 p. Konferencia helye, ideje: Nyitra, Szlovákia, 2015.09.17-2015.09.18. Pozsony; Nyitra: Phoenix Polgári Társulás, 2015. pp. 64-68. (ISBN 978-80-89748-04-4;ISBN 978-80-89748-03-7)

- 238. Judit Hidasi Doing Business in Hungary and Indonesia: An Intercultural Approach In: Novák T, Halm T (szerk.) Go Hungary – go Indonesia: white paper on business, cultural and educational cooperation. 79 p. Budapest: Budapest Business School, 2015. pp. 37-44. (ISBN 978-963-12-3984-3)

- 239. Sándorné Kriszt Éva, Hidasi Judit Economics and Internationalization in Higher Education Public Lecture, International Seminar, Society Empoverment Through Multidimensional Approach: An Integrated View To International Development, Universitas Mercu Buana, Yogyakarta, 2015, 27. november 2015. (2015)

#### 2016
- 240. Hidasi Judit Japán identitáskeresési törekvései a globalizáció kontextusában In: Szilágyi Zsolt (szerk.) Kulturális hagyomány a modern kelet-ázsiai államban. Konferencia helye, ideje: Budapest, Magyarország, 2016.04.08p. 10. Egyéb konferenciaközlemény/Absztrakt / Kivonat/Tudományos

- 241. Hidasi Judit Intersections of identities In: Erzsébet Dani Discourse, Culture and Representation II.: Versions and Dilemmas Of Cultural Identity Crisis Inside Selfsame Culture. Konferencia helye, ideje: Csíkszereda, Románia, 2016.04.15-2016.04.16. Miercurea-Ciuc: Sapientia Erdélyi Magyar Tudományegyetem, Csíkszeredai Műszaki- és Társadalomtudományi Kar, Társadalomtudományi Tanszék, Paper Poster 1.

- 242. Hidasi Judit Az udvariasság relativitásáról – japán példák alapján In: Balázs Géza, Pölcz Ádám (szerk.) Udvariasság: Szemiotika, művészet, irodalom, nyelv. 252 p. Konferencia helye, ideje: Eger, Magyarország, 2015.10.02-2015.10.04. Budapest: Magyar Szemiotikai Társaság, 2016. pp. 181-192. (Magyar Szemiotikai Tanulmányok; 33-34..)(ISBN 978-615-5597-01-5)

- 243. Hidasi Judit, Osváth Gábor, Székely Gábor (szerk.) Család és rokonság nyelvek tükrében Budapest: Tinta Könyvkiadó, 2016. 225 p. (Segédkönyvek a nyelvészet tanulmányozásához; 186.) (ISBN 978-963-409-058-8)

- 244. Hidasi Judit, Osváth Gábor, Székely Gábor Célok és metódusok In: Hidasi Judit, Osváth Gábor, Székely Gábor (szerk.) Család és rokonság nyelvek tükrében. 225 p. Budapest: Tinta Könyvkiadó, 2016. pp. 11-15. (Segédkönyvek a nyelvészet tanulmányozásához; 186.) (ISBN 978-963-409-058-8)

- 245. Hidasi Judit Rokonsági és családterminusok a japán nyelvben In: Hidasi Judit, Osváth Gábor, Székely Gábor (szerk.) Család és rokonság nyelvek tükrében. 225 p. Budapest: Tinta Könyvkiadó, 2016. pp. 77-90. (Segédkönyvek a nyelvészet tanulmányozásához; 186.) (ISBN 978-963-409-058-8)

- 246. Hidasi Judit, Osváth Gábor A Kína-központú kultúrák családi és rokonság iterminusai (összefoglalás) In: Hidasi Judit, Osváth Gábor, Székely Gábor (szerk.) Család és rokonság nyelvek tükrében. 225 p. Budapest: Tinta Könyvkiadó, 2016. pp. 211-223. (Segédkönyvek a nyelvészet tanulmányozásához; 186.) (ISBN 978-963-409-058-8)

- 247. Hidasi Judit Japán egypercesek In: Boda-Ujlaky Judit, Barta Zsuzsanna, T Litovkina Anna, Barta Péter (szerk.) A humor nagyítón keresztül. Konferencia helye, ideje: Komárno, Szlovákia, 2014.11.13-2014.11.14. Budapest: Tinta Könyvkiadó; Selye János Egyetem; ELTE Bölcsészettudományi Kar, 2016. pp. 112-120. (Segédkönyvek a nyelvészet tanulmányozásához; 188.) (ISBN 978-963-409-061-8)

- 248. Judit Hidasi From interculturality to multiculturality in business communication In: Figuratively Speaking: ABC Business Communication Conference. Konferencia helye, ideje: Fokváros, Dél-Afrika, 2016.01.06-2016.01.08. p. 16.